# Taula Rodona
|  | Aquest article tracta sobre l'element mitològic. Si cerqueu l'acte en què un grup de persones que es reuneixen per a estudiar un afer o un problema determinat, vegeu «taula rodona». |

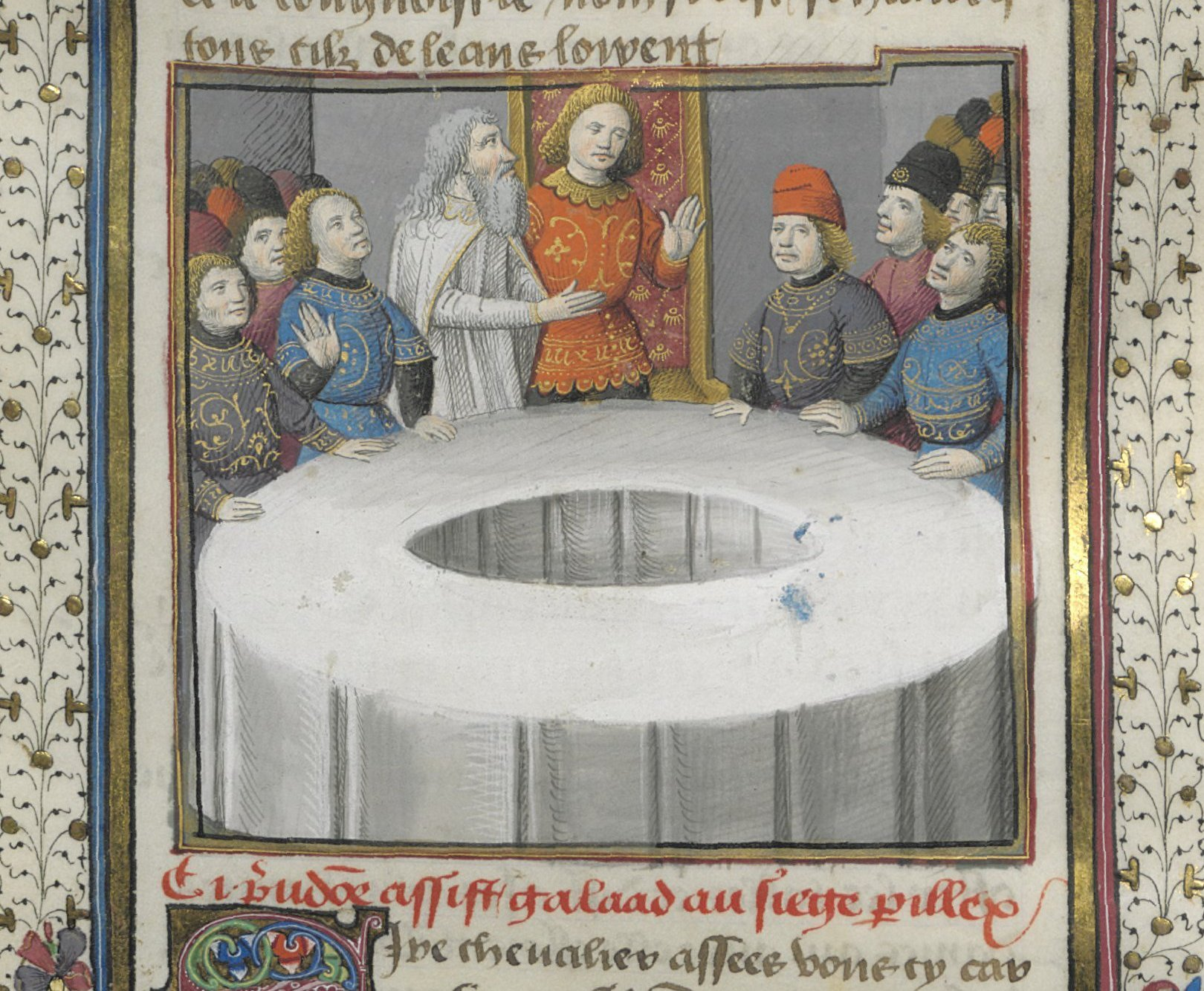
Sir Galahad ocupa el «seient perillós» de la Taula Rodona

Segons la llegenda del Rei Artús, la Taula Rodona era la taula mística de Camelot on Artús i els seus cavallers seien a tractar els assumptes cabdals de la seguretat del regne. En algunes versions, el mag Merlí hi tenia també plaça reservada.
La primera aparició d'aquest moble singular és en el Roman de Brut de Wace, tanmateix, la idea d'un Artús envoltat pels millors cavallers del món es remunta a la Historia Regum Britanniae de Geoffrey de Monmouth i a matèria gal·lesa medieval com ara Culhwch i Olwen i les triades gal·leses. L'origen més popular de la història de la taula apareix en el Merlí de Robert de Boron i va ser adoptada pels romanços posteriors. En aquesta versió, el mag va crear la taula a imitació de la taula del Sant Greal de Josep d'Arimatea, al seu torn una rèplica de la taula de l'últim sopar. En obres com el cicle de Lancelot, el «post-Vulgata» i Le Morte d'Arthur de Thomas Mallory, és el pare d'Artús, Uther Pendragon, qui crea la taula, conservada pel vassall d'Uther, Leodegrance, un cop mort el rei. Quan Artús és coronat, rep la taula com a regal de noces en maridar-se amb la filla de Leodegrance, Ginebra.
No hi ha «cap de taula» en una taula rodona i, per tant, ningú no ocupa una posició de privilegi. D'aquesta manera, els cavallers són tots iguals i no hi ha «líders» com hi havia en tantes altres taules medievals. Hi ha indicis d'altres disposicions circulars per evitar conflictes entre grups celtes antics. No obstant això, es podia deduir la importància segons la posició respecte a la cadira del rei. El siège périlleux («el seient perillós») estava reservat als cavallers de cor pur.
Existeixen diversos càlculs sobre el nombre total de cavallers de la Taula. Si hi havia 25 cavallers, aleshores el diàmetre de la taula hauria estat d'uns 7,5 metres, una separació més aviat gran per permetre una conversa educada. Si hi hagués hagut 100 cavallers a la Taula, haurien estat a uns 30 metres l'un de l'altre. Alguns experts assenyalen que la taula estava construïda per segments i amb el centre buit. Tal disposició hauria estalviat molt de material i hauria permès servir els àpats còmodament. Tanmateix, donat que no es conserva cap imatge de taula rodona de l'època en la qual se suposa que podia haver regnat Artús, es tracta d'una pura qüestió d'especulació.